# Центр оперативного і бойового забезпечення
Центр оперативного (бойового) забезпечення (ЦОБЗ, в/ч А1032) — формування бойового забезпечення у складі Військово-морських сил України, куди входять підрозділи — інженерний, хімзахисту та радіоелектронної боротьби.

## Історія
30 червня 2012 році в місті Бахчисарай (АР Крим) було сформуванно військову частину А3835 — 70-й центр оперативного (бойового) забезпечення ВМС України. До його складу було включено розформовані окремий батальйон радіоелектронної боротьби (до розформування дислокувався у місті Сімферополі), окремий морський інженерний батальйон та окремий батальйон радіаційного, хімічного та біологічного захисту (до розформування дислокувалися у місті Бахчисарай).
27 червня 2014 року через анексію Російською Федерацією території Автономної Республіки Крим й міста Севастополь, особовий склад Центру, який не змінив військової присяги, було передислоковано до міста Білгород-Дністровський, згодом 26 вересня 2014 року — до селища Чорноморське Одеської області.

## Структура
- управління Центру
- Інженерний загін
- Загін радіоелектронної боротьби
- Загін радіаційного, хімічного та біологічного захисту

## Командування
- полковник Козак Сергій Анатолійович (2021 — 2025)[3]
- полковник Царан Леонід Олександрович (2015? — 2021)[4]
- полковник Стешенко Сергій Миколайович (2014)[5][6]